# Liesel Metten
Liesel Metten (* 1938 in Recklinghausen) ist eine deutsche Künstlerin, deren umfangreiches Werk aus Skulpturen und Bildern eigenwilliger Fabelwesen besteht. Metten habe über „Jahrzehnte mit überschäumender Fantasie aus Bronze, Gips, Kork, Styropor oder Papier einen eigenen, faszinierenden Kosmos des Kreatürlichen geschaffen,“ die Wesen würden auf Betrachter wie „Natur-Neuschöpfungen“ wirken, schrieb die Allgemeine Zeitung (Mainz) zum 80. Geburtstag der Künstlerin.

## Leben
Metten studierte in den 1950er Jahren in München bei dem Bildhauer Heinrich Kirchner Bildende Kunst. 1961 heiratete sie den Bildhauer Johannes Metten, einen Neffen des „Rheinhessenmalers“ Jean Metten. Sie zog in das Metten-Haus, die ehemalige Gastwirtschaft „Zur schönen Aussicht“ und Geburtshaus von Jean Metten nach Nieder-Olm. In ihrer neuen – inzwischen langjährigen – Heimatstadt stehen zahlreiche ihrer Bronzeskulpturen, unter anderem der Brezelfresser, der Blindenhund, die Schneckenspur, und bilden zusammen mit der Brunnenskulptur Wasservögel (1978) ihres Mannes Johannes einen Skulpturenweg durch die Stadt. Neben dem Atelier im Metten-Haus (Mettenscheune) in Nieder-Olm besitzt das Künstlerehepaar seit 1988 das Atelier am Strom in Bacharach.

## Auszeichnungen und Ehrungen
Metten erhielt zahlreiche Preise: eine Goldmedaille für eine Plastik bei der 5. Semaine Internationale de la Femme in Nizza (1970), den Förderpreis der Stadt Mainz (1973), den Förderpreis des Landes Rheinland-Pfalz (1975), den Preis der Stiftung Kultur im Landkreis Mainz-Bingen (2002). Zusammen mit ihrem Mann bekam sie im Jahr 2016 den Kunstpreis der Ike und Berthold-Roland-Stiftung und den Verdienstorden des Landes Rheinland-Pfalz.
Nach der Künstlerin wurde 2015 die Liesel-Metten-Schule in Nieder-Olm benannt, eine Förderschule für Schwerst- und Mehrfachbehinderte. Im Dezember 2023 wurde sie zur Ehrenbürgerin der Verbandsgemeinde Nieder-Olm ernannt.

## Werke (Auswahl)

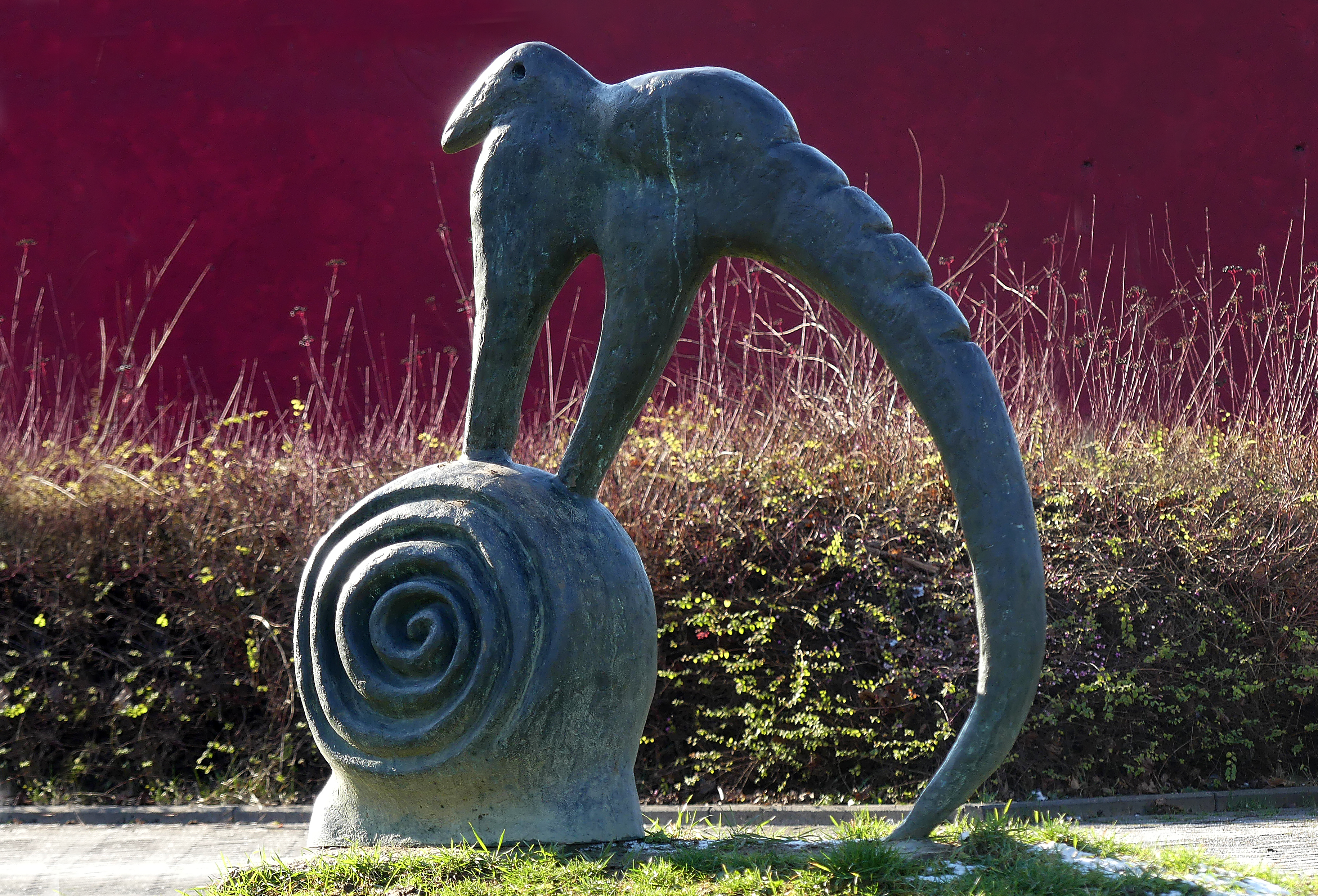
Der Schneckenroller aus der Figurengruppe Schneckenspur (2001) vom Skulpturenweg in Nieder-Olm
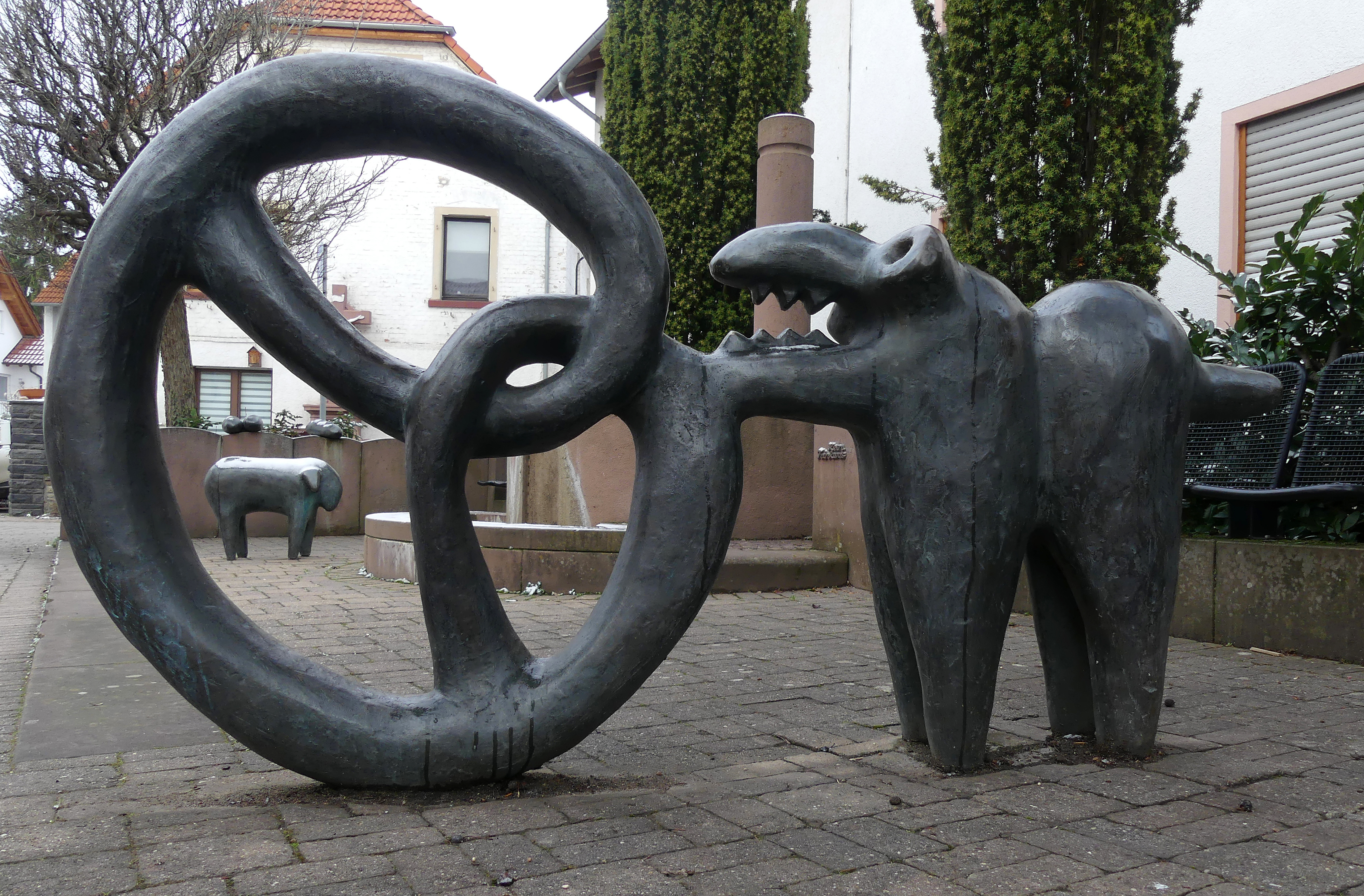
Der Brezelfresser (1991) vom Skulpturenweg in Nieder-Olm
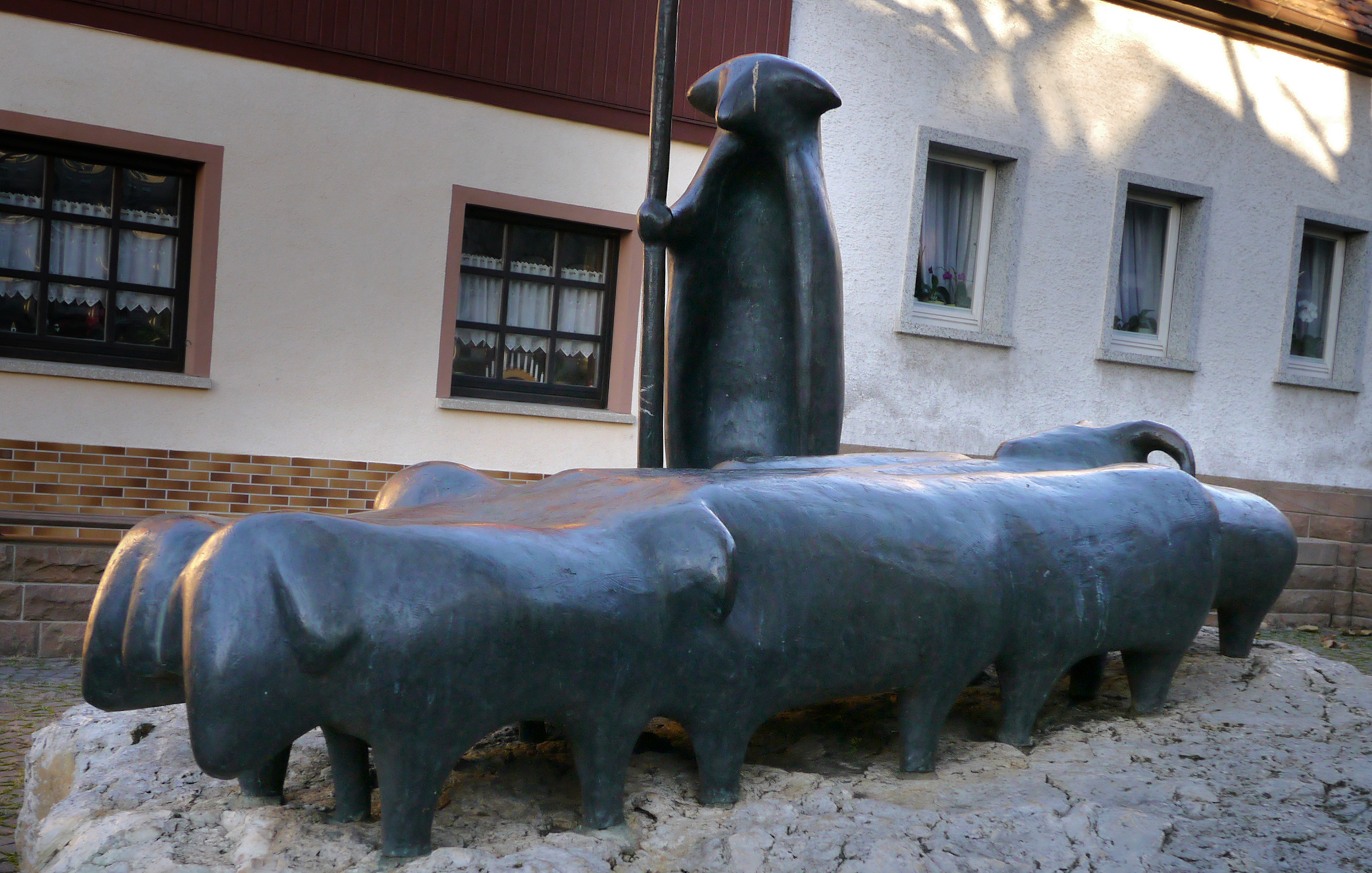
Schafherde mit Schäfer (1988) auf Muschelkalkstein vom Skulpturenweg in Nieder-Olm
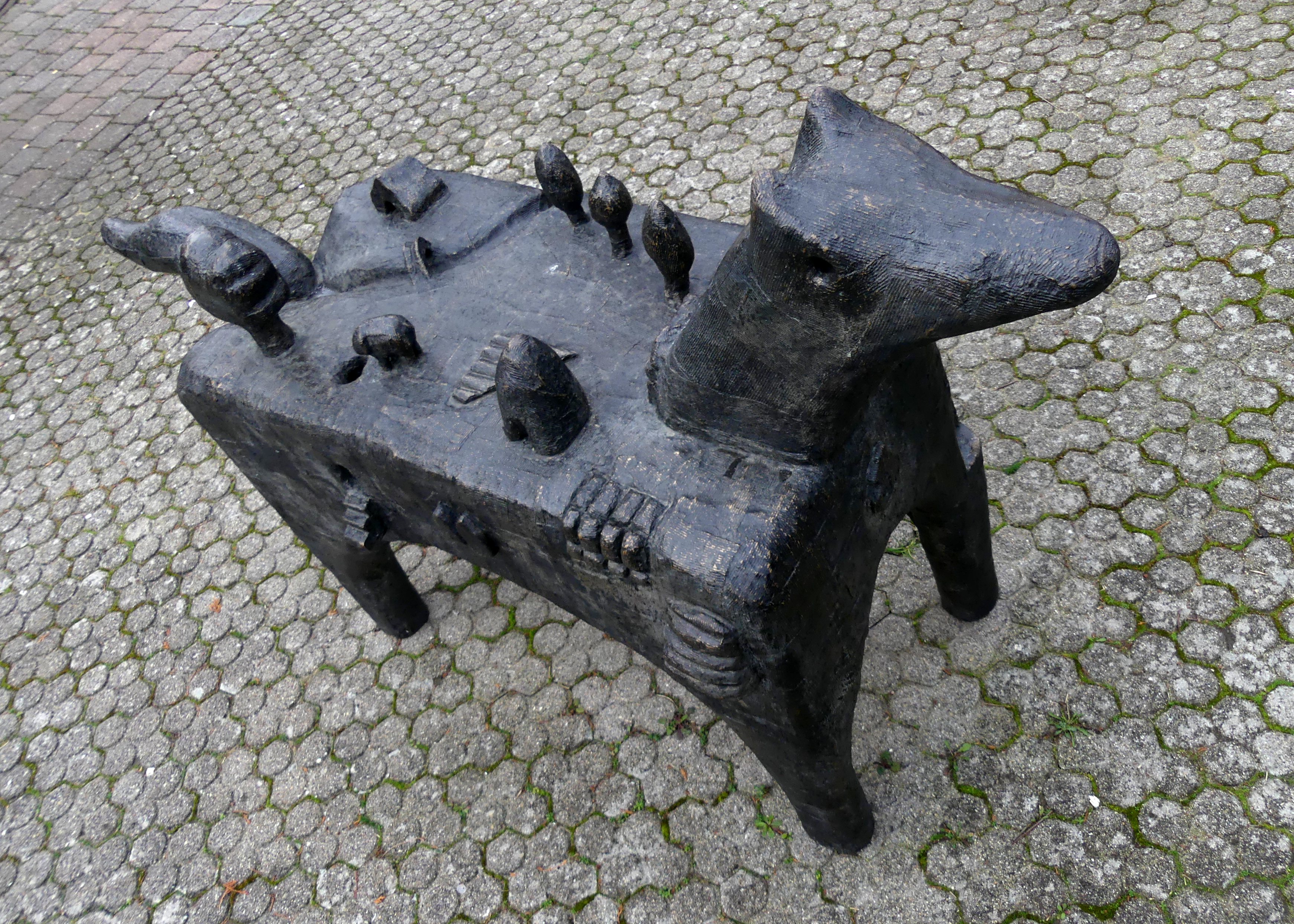
Der Blindenhund (2016) vom Skulpturenweg in Nieder-Olm mit einer typischen rheinhessischen Landschaft auf dem Rücken
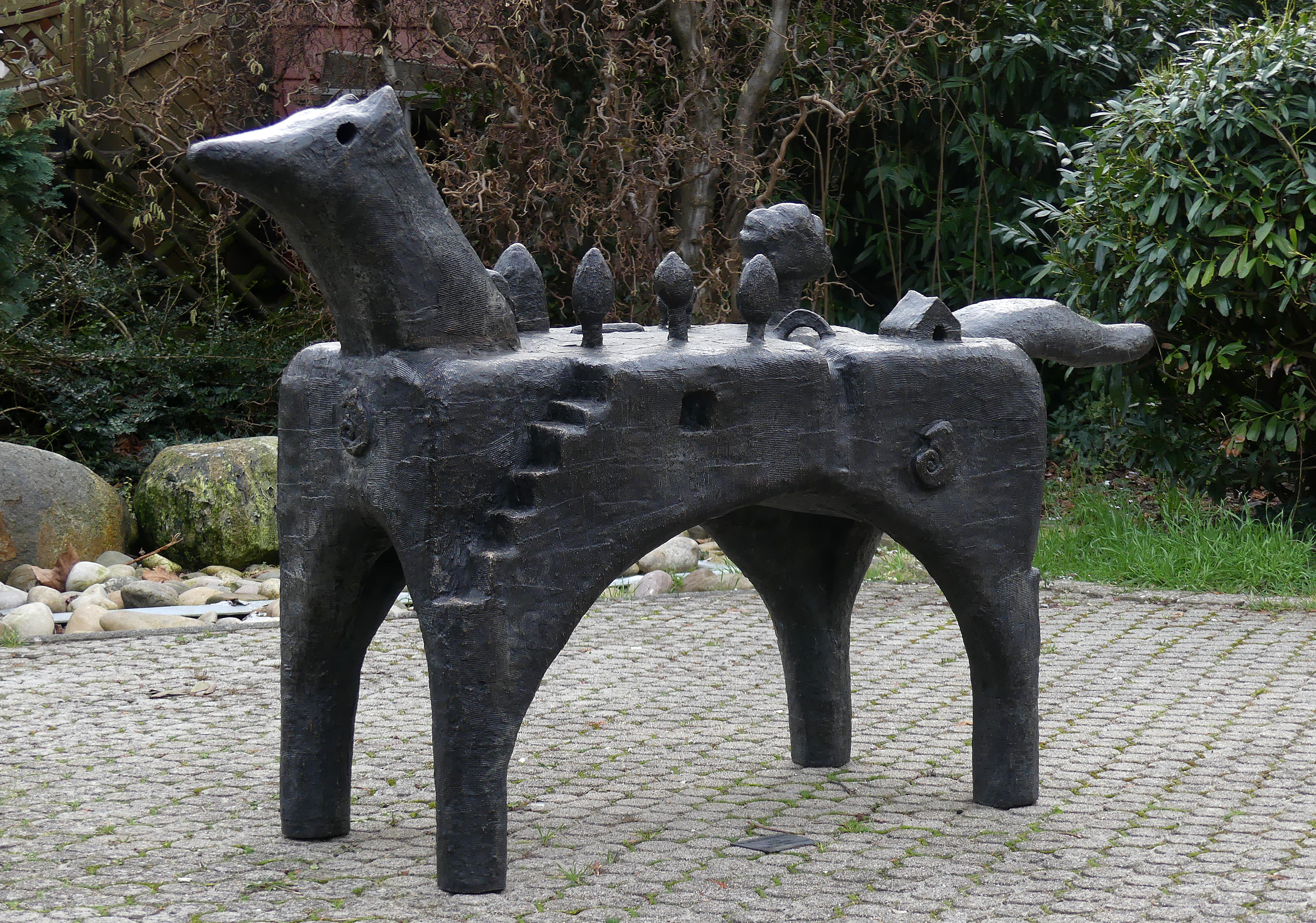
Die Landschaft auf dem Rücken des Blindenhundes gestaltete die Künstlerin gemeinsam mit behinderten Schülern der Liesel-Metten-Schule
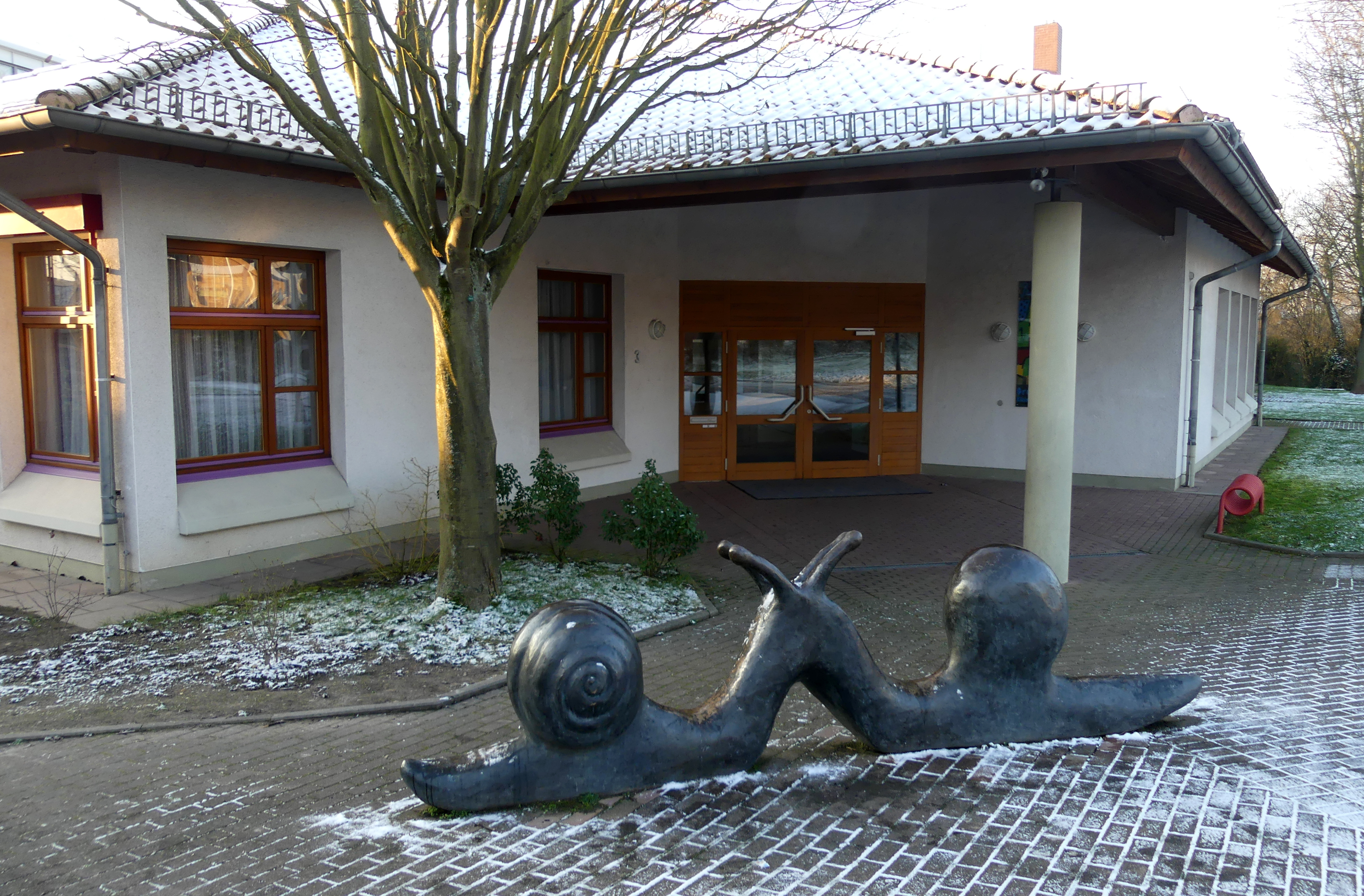
Bronzeplastik Schneckenpaar (1988) vor der Grundschule in Klein-Winternheim
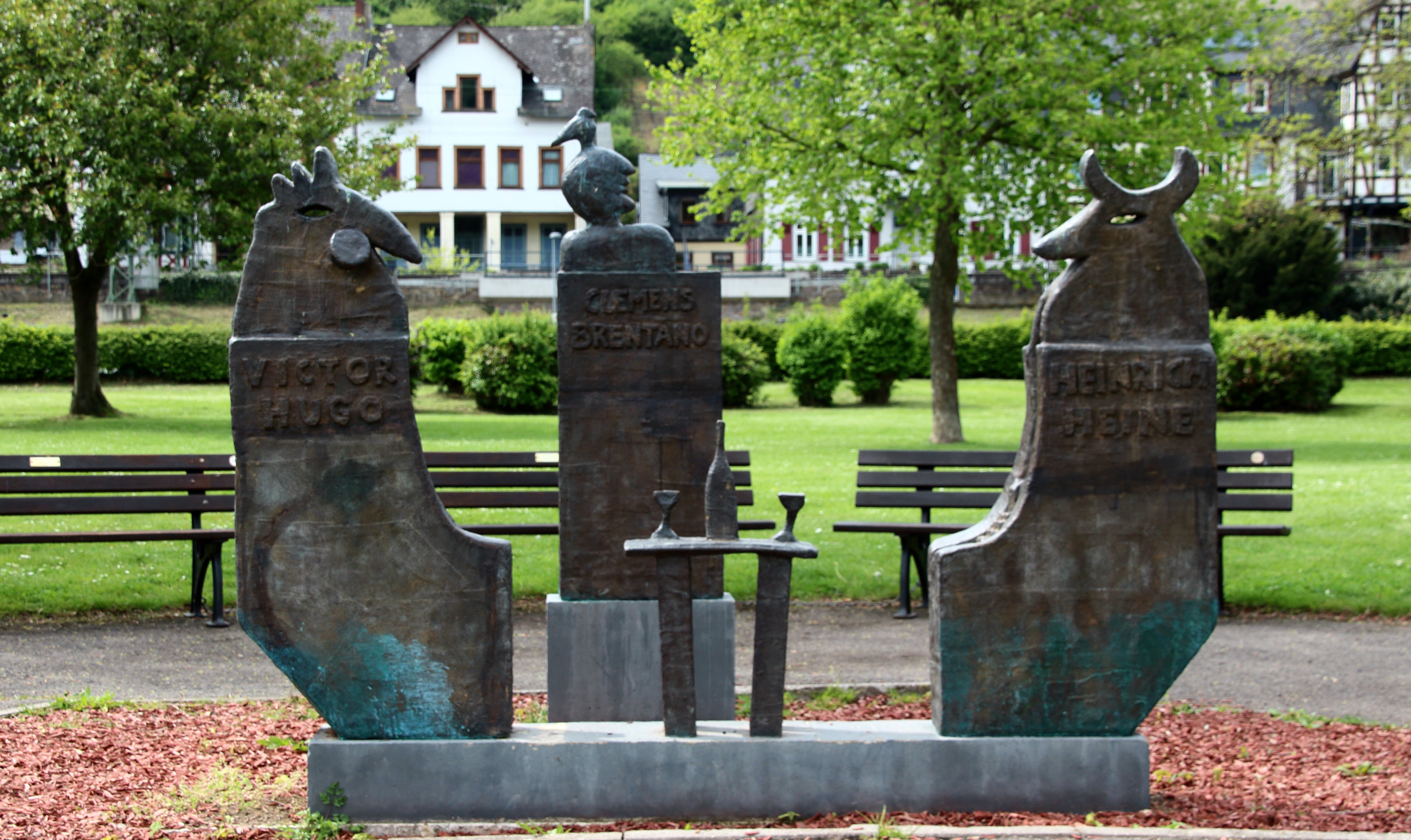
Dichter-Ensemble (Heinrich Heine, Victor Hugo, Clemens Brentano) An den Ufern der Poesie (2014) in Bacharach
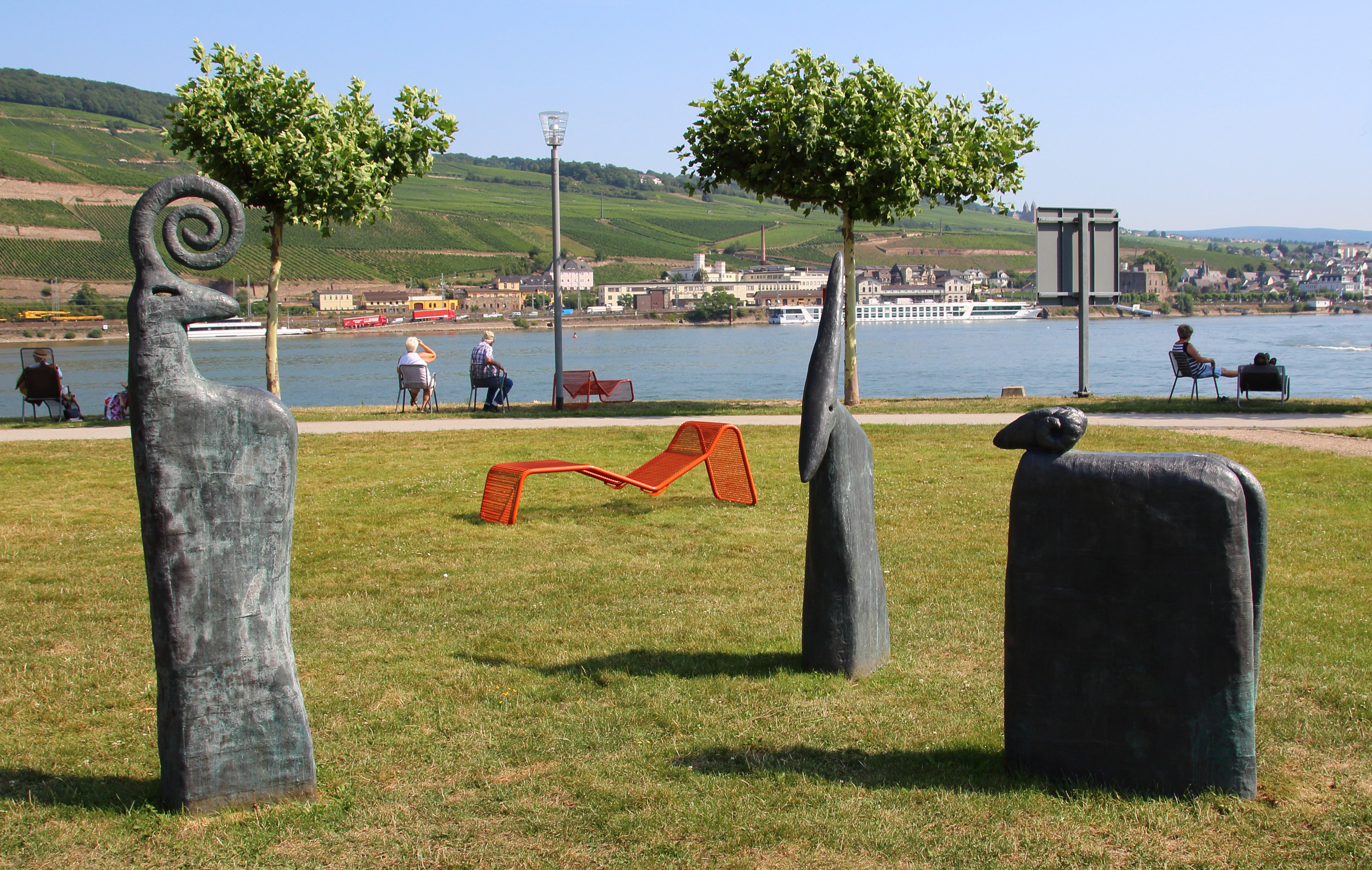
Einhörner und Widder (2008) im Hafenpark Bingen am Rhein
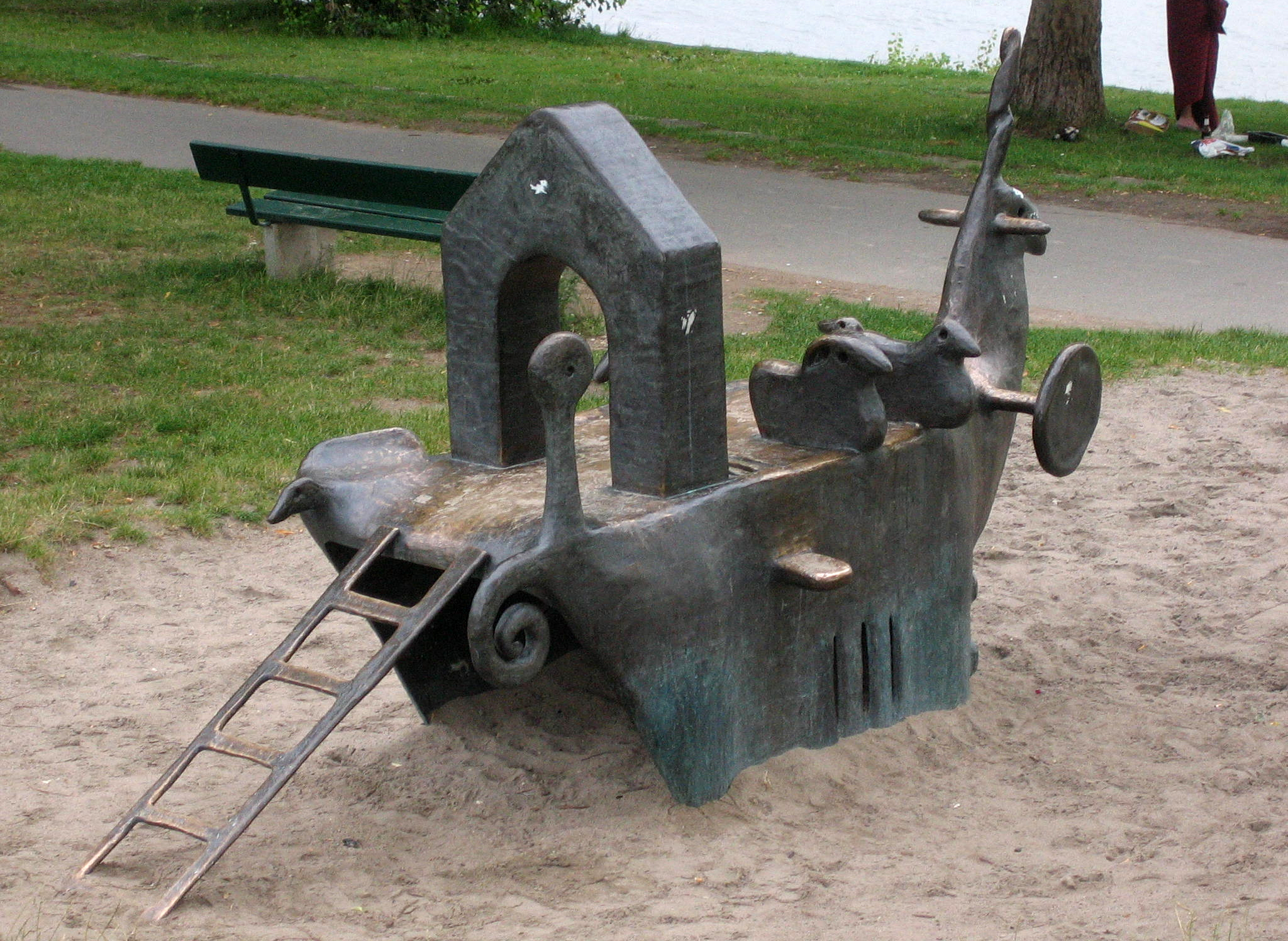
Bronzeplastik Arche Noah (2000) im Winterhafen von Mainz
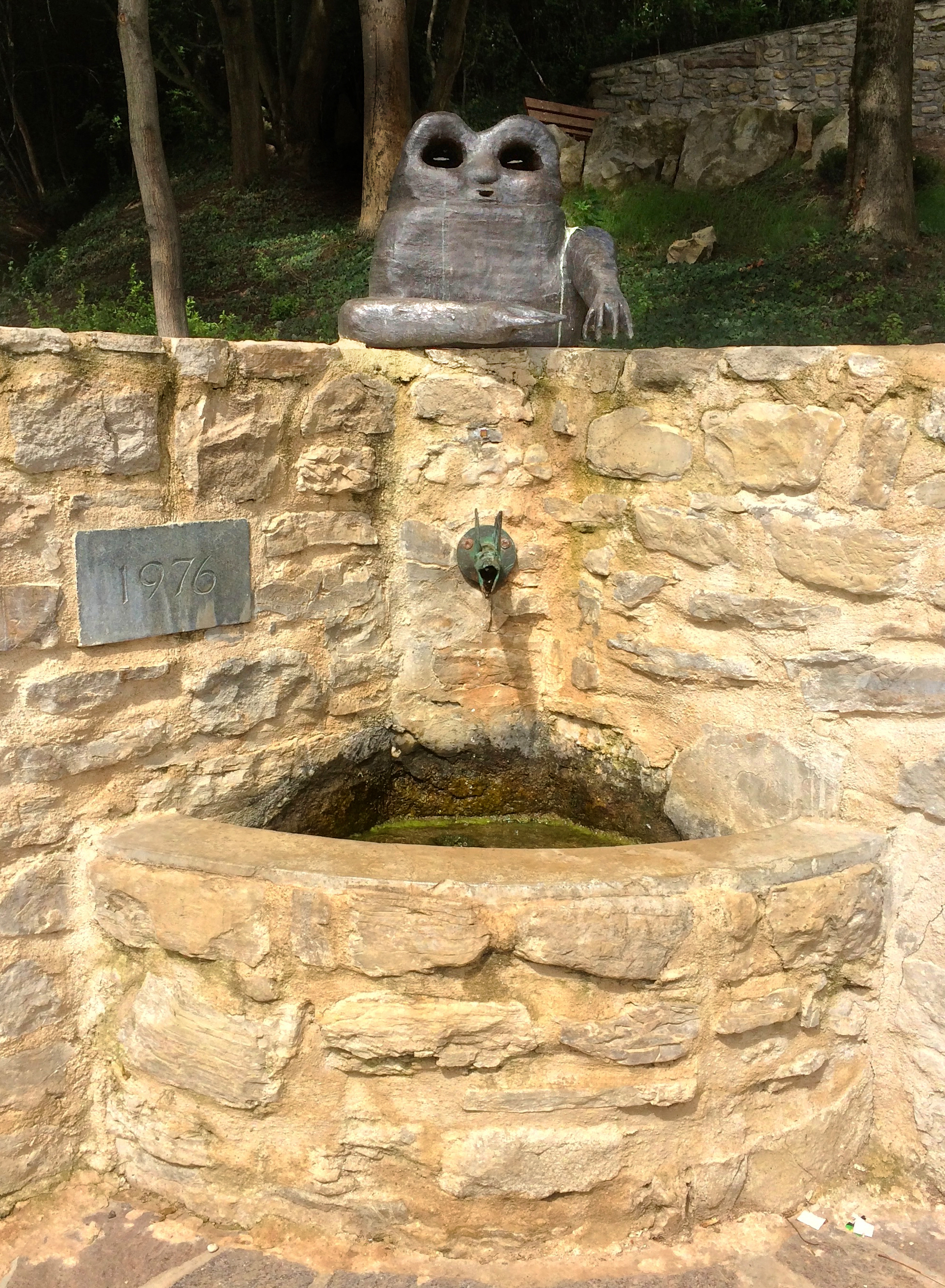
Der Krötenbrunnen auf dem Weinerlebnisweg bei Oppenheim
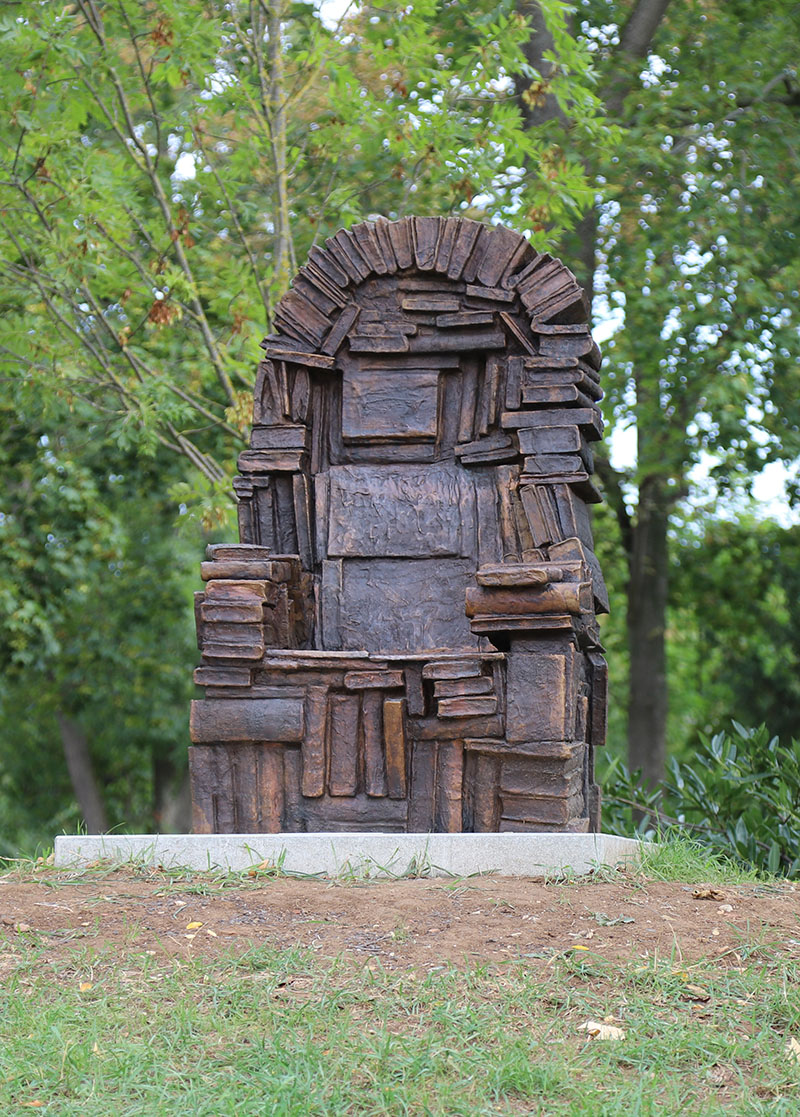
Der Bronzesessel Dem ungelesenen Buche wurde 2020 vor der Universitätsbibliothek der Johannes Gutenberg-Universität aufgestellt.
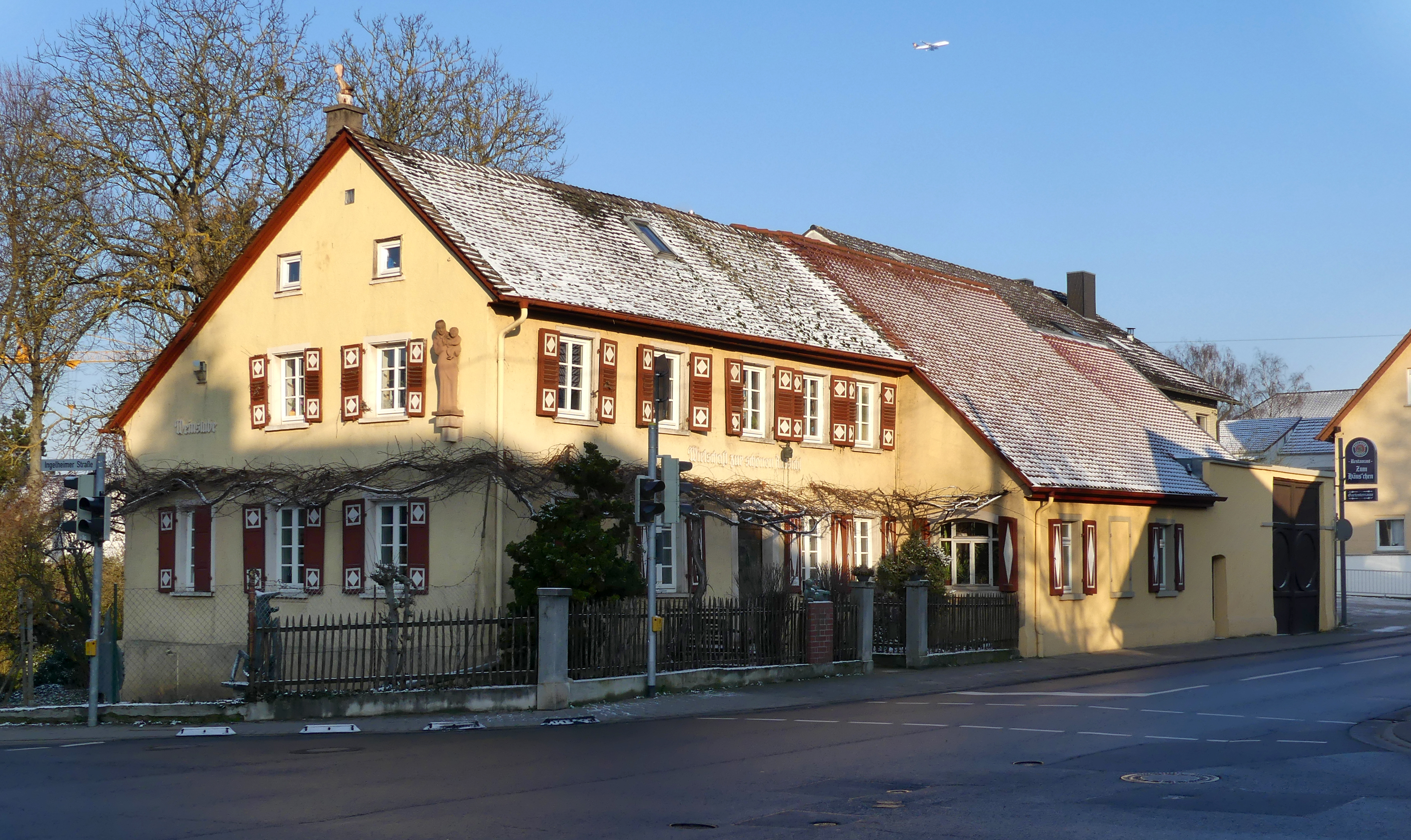
Das Metten-Haus in Nieder-Olm ist inzwischen selbst zum Kunstwerk geworden